# دمية تجارب تصادمية

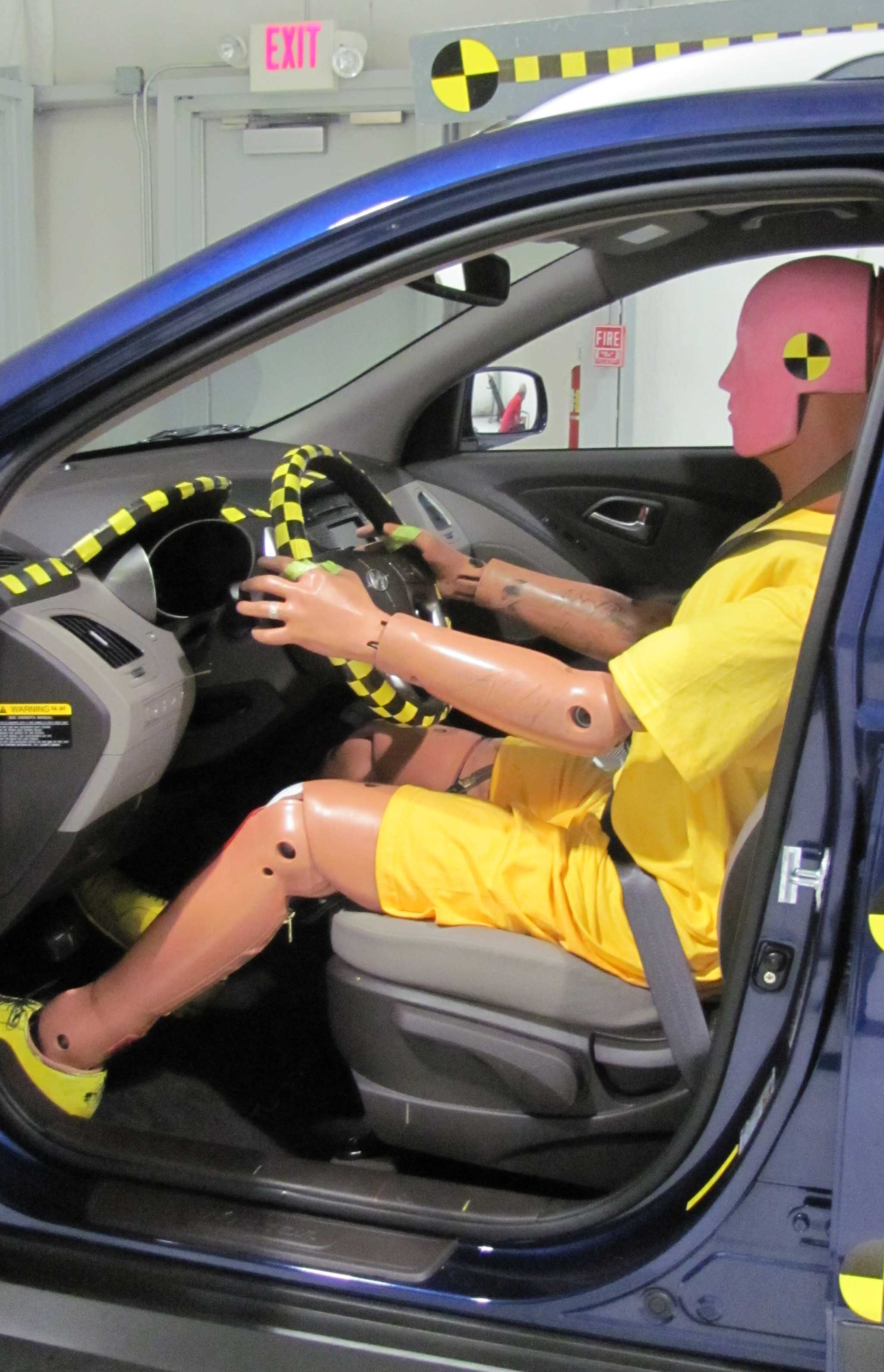
دمية اختبارات تصادمية في أحد السيارات.

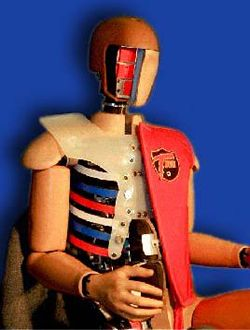
THOR – تخلف دمية الاختبار السابقة من نوع Hybrid III

دمية تجارب تصادمية Crashtest-Dummy هي دمية في حجم الإنسان تستخدم في تجارب تصادم السيارات بغرض معرفة تأثيرات الاصتدامات على السائقين، ويقارن المختبرون عن طريقها بين قدرات السيارات المختلفة على تحمل الصدمات، ومدى حمايتها للسائق. تلك الدميات تكون عادة في هيئة فرد طوله 178 سنتيمتر ووزنه 78 كيلوجرام. يضعها المختبرون على عجلة القيادة في مكان سائق السيارة، ويزودوا الدمية بمحاسات في جميع أجزاء جسمه، ثم يتركون السيارة تنطلق بسرعة مثل 50 كيلومتر ويتركوها تصتدم بحائط، ثم يعاينوا مدى تحطم السيارة ومدى اصابة السائق (الدمية) عند اصتدام هذا النوع من السيارات عند تلك السرعة.
يقوم نادي السيارات الألماني بمثل تلك الاختبارات على سيارات من كل نوع. ويقوم بنشر النتائج في مجلته وهي مجلة إيه دي إيه سي. وهو يقوم بتلك الاختبارات منذ عام 1999 وقام باختبار نحو 1000 من السيارات حتى الآن، بغية معرفة اجزاء السيارة التي تتحمل الصدمات وتحمي راكبيها من اماكن الضعف في السيارات، فيمكن للمنتج تحسين انتاجه وفقا لنتائج الاختبارات.
أحدث ما توصل إليه نادي السيارات الألماني هو دمية تسمى «ثور» Thor ، وهي احتصارا للتعبير Test Device for Human Occupant Restraint Systems. عدة أيام قبل إجراء الاختبار يقوم الباحثون والمهندسون بتجهيز الدمية، ومعايرة المحسات ويضبطون اجزاء الدمية ومفاصلها. وحتى أنهم يقومون بتزويق الدمية من أجل معرفة أجزاء تلامسها أثناء الاصتدام ب الوسادة الهوائية (إيباج) والأجزاء الأخرى من السيارة داخل المقصورة. والفرق بين الدمية «ثور» وما سبقها من دميات هو أن تلك الدمية الجديدة قد صنعت أكثر مرونة في العمود الفقري والكتفين والقفص الصدري، بحيث تكون مشابهة قدر الإمكان لبنية الإنسان. ولهذا فإن ثور وصلت تكلفتها نحو مليون يورو نظرا لتزويدها بمحسات كثيرة موزعة على جسمها وتعقد بنيتها. يقوم نادي السيارات الألماني باختباراته هذه منذ أكثر من 30 عاما اختبر خلالها أكثر من 1000 من السيارات يتركهم يصتدمون بالحائط عن سرعات مختلفه ويدرس آثار الاصتدام على الركاب. وحاليا يقوم ثور بواجبه نحو 15 مرة سنويا، لكي تحصل الخبراء على بيانات لنتائج الاختبارات وطرق حماية الركاب.

## اقرأ أيضا
- فلة (دمية)
- سيارة